# Montans
Montans är en kommun i departementet Tarn i regionen Occitanien i södra Frankrike. Kommunen ligger i kantonen Gaillac som tillhör arrondissementet Albi. År 2022 hade Montans 1 547 invånare.

## Befolkningsutveckling
Antalet invånare i kommunen Montans
| Referens: INSEE |